# Жорж Мельхіор
Жорж Мельхіо́р (фр. Georges Melchior; 15 вересня 1899, Париж, Франція — 2 вересня 1944, Леваллуа-Перре, Франція) — французький актор епохи німого кіно. За час своєї акторської кар'єри у період з 1911 до 1937 року знявся у 67 фільмах.

## Життєпис
Жорж Мельхіор дебютував у кіно на початку 1910-х років. Значну частину своїх кіноролей зіграв у фільмах Луї Фейяда. Так, зокрема, він втілив образ журналіста Фандора в серії фільмів про Фантомаса, капітана де Сент-Аві у фентезійному фільмі «Атлантида» (1921) за однойменним романом П'єра Бенуа, де його партнерами по знімальному майданчику виступили Стася Наперковська та Жан Анжело, та ін. Знімався також у стрічках Альбера Капеллані, Анрі Фекура, Рене Ле Сомптьє, Жульєна Дювів'є, Марселя Л'Ерб'є та ін.
У 1917 році Мельхіор знявся разом з Сарою Бернар та Жаном Анжело у військово-пропагандистському фільмі «Французькі матері» (фр. Mère françaises) режисера Луї Меркантона.
Жорж Мельхіор помер 2 вересня 1944 року в Леваллуа-Перре, Франція, у віці 54-х років.

## Фільмографія (вибіркова)
| Рік  |    | Українська назва                         | Оригінальна назва                                     | Роль                                  |
| ---- | -- | ---------------------------------------- | ----------------------------------------------------- | ------------------------------------- |
| 1911 | кф | Він заздрить                             | L'envieuse                                            |                                       |
| 1912 | кф | Замаскована амазонка                     | L'amazone masquée                                     |                                       |
| 1912 | кф | Привабливість                            | L'attrait du bouge                                    |                                       |
| 1912 | кф | Прокляття                                | Le maléfice                                           |                                       |
| 1912 | кф | Бабуся                                   | Grand-Maman                                           |                                       |
| 1913 | ф  | Фантомас, людина для гільйотини          | Fantômas - À l'ombre de la guillotine                 | Жером Фандор, журналіст «La Capitale» |
| 1913 | ф  | Жюв проти Фантомаса                      | Juve contre Fantômas                                  | Жером Фандор, журналіст               |
| 1913 | кф | Агонія Візантії                          | L'agonie de Byzance                                   | генуезець Жан Жустініані              |
| 1913 | ф  | Мрець, який вбиває                       | Le mort qui tue                                       | Жером Фандор                          |
| 1913 | кф | Мільйони добрих                          | Les millions de la bonne                              | син Шалуп'є                           |
| 1913 | кф | Від'їзд у ніч                            | Le départ dans la nuit                                |                                       |
| 1913 | кф | Голос, який звинувачує: Смарагдова голка | La voix qui accuse - Épisode 2: L'aiguille d'émeraude |                                       |
| 1913 | кф | Два медальйони                           | Les deux médaillons                                   |                                       |
| 1913 | кф | Дівоче серце                             | Le valet de coeur                                     |                                       |
| 1913 | кф | Драма в Країні Басків                    | Un drame au Pays Basque                               |                                       |
| 1913 | ф  | Марш королів                             | La marche des rois                                    |                                       |
| 1913 | кф | Тринадцятий гість                        | Le treizième convive                                  |                                       |
| 1913 | кф | Драма повітря                            | Un drame de l'air                                     |                                       |
| 1914 | ф  | Фантомас проти Фантомаса                 | Fantômas contre Fantômas                              | Жером Фандор, журналіст               |
| 1914 | кф | Зустріч                                  | La rencontre                                          | син учителя                           |
| 1914 | кф | Листи                                    | Les lettres                                           |                                       |
| 1914 | кф | Червона Пасха                            | Pâques rouges                                         | Лоренцо                               |
| 1914 | ф  | Фальшивий суддя                          | Le faux magistrat                                     | Жером Фандор, журналіст               |
| 1914 | кф | Любитель пригод                          | L'amoureuse aventure                                  |                                       |
| 1914 | ф  | Мала Андалузія                           | La petite Andalouse                                   | Філіп Меркон, молодий граф            |
| 1914 | кф | Манон з Монмартра                        | Manon de Montmartre                                   | Жан Бернар                            |
| 1914 | кф | Передчуття                               | Le pressentiment                                      |                                       |
| 1914 | кф | Керівник школи                           | Chef d'école                                          |                                       |
| 1914 | кф | Зворотний світ                           | Le monde renversé                                     |                                       |
| 1914 | кф | Дочка касира                             | La fille du caissier                                  |                                       |
| 1916 | кф | Міст підземного світу                    | Le pont des enfers                                    |                                       |
| 1917 | ф  | Французькі матері                        | Mères françaises                                      |                                       |
| 1921 | ф  | Атлантида                                | L'Atlantide                                           | лейтенант де Сент-Аві                 |
| 1922 | ф  | Роквіллари                               | Les Roquevillard                                      | Моріс Роквілар                        |
| 1924 | ф  | Провидець                                | La voyante                                            | Жан Деталь                            |
| 1926 | ф  | Торговець щастям                         | Le marchand de bonheur                                | Рене Брізе                            |
| 1926 | ф  | Земля помирає                            | La terre qui meurt                                    |                                       |
| 1926 | ф  | Маленький парижанин                      | Le p'tit Parigot                                      |                                       |
| 1927 | ф  | Тропічна сирена                          | La sirène des tropiques                               | граф Северо                           |
| 1930 | ф  | Салтимбанки                              | Les saltimbanques                                     | банкір д'Ерб                          |
| 1931 | ф  | На один вечір                            | Pour un soir..!                                       |                                       |
| 1932 | ф  | Квиток на проживання                     | Le billet de logement                                 | полковник                             |
| 1932 | ф  | Рокамболь                                | Rocambole                                             |                                       |
| 1937 | ф  | Фортеця тиші                             | La citadelle du silence                               | Невіцький                             |